# Huddersfield Town Association Football Club 2017-2018
Questa pagina raccoglie i dati riguardanti l'Huddersfield Town Association Football Club nelle competizioni ufficiali della stagione 2017-2018.

## Maglie e sponsor
| Casa | Trasferta | Terza divisa |

Sponsor ufficiale: OPE Sports
Fornitore tecnico: Puma

## Organico

### Rosa
| N. |                         | Ruolo | Calciatore         |
| -- | ----------------------- | ----- | ------------------ |
| 1  | Danimarca (bandiera)    | P     | Jonas Lössl        |
| 2  | Inghilterra (bandiera)  | D     | Tommy Smith        |
| 3  | Inghilterra (bandiera)  | D     | Scott Malone       |
| 4  | Inghilterra (bandiera)  | D     | Dean Whitehead     |
| 5  | Paesi Bassi (bandiera)  | D     | Terence Kongolo    |
| 6  | Inghilterra (bandiera)  | C     | Jonathan Hogg      |
| 7  | Irlanda (bandiera)      | A     | Sean Scannell      |
| 8  | Danimarca (bandiera)    | C     | Philip Billing     |
| 9  | RD del Congo (bandiera) | A     | Elias Kachunga     |
| 10 | Australia (bandiera)    | C     | Aaron Mooy         |
| 11 | Marocco (bandiera)      | A     | Abdelhamid Sabiri  |
| 13 | Inghilterra (bandiera)  | P     | Joel Coleman       |
| 15 | Germania (bandiera)     | D     | Chris Löwe         |
| 17 | Paesi Bassi (bandiera)  | C     | Rajiv van La Parra |

| N. |                        | Ruolo | Calciatore            |
| -- | ---------------------- | ----- | --------------------- |
| 19 | Stati Uniti (bandiera) | C     | Daniel Williams       |
| 20 | Belgio (bandiera)      | A     | Laurent Depoitre      |
| 21 | Inghilterra (bandiera) | C     | Alex Pritchard        |
| 22 | Inghilterra (bandiera) | A     | Tom Ince              |
| 23 | Germania (bandiera)    | A     | Collin Quaner         |
| 24 | Benin (bandiera)       | A     | Steve Mounié          |
| 25 | Danimarca (bandiera)   | D     | Jørgensen             |
| 26 | Germania (bandiera)    | D     | Christopher Schindler |
| 27 | Slovenia (bandiera)    | D     | Jon Stanković         |
| 28 | Inghilterra (bandiera) | P     | Robert Green          |
| 31 | Inghilterra (bandiera) | P     | Ryan Schofield        |
| 33 | Kosovo (bandiera)      | D     | Florent Hadergjonaj   |
| 39 | Inghilterra (bandiera) | C     | Lewis O'Brien         |
| 42 | Inghilterra (bandiera) | C     | Jason Puncheon        |
| 44 | Germania (bandiera)    | D     | Michael Hefele        |